# Zavareh
Zavāreh (farsi زواره) è il capoluogo della circoscrizione omonima dello shahrestān di Ardestan, nella provincia di Esfahan. Alla città è stato dato il nome (Zavareh) del fratello di Rostam, mitico eroe persiano.
È stato un importante centro commerciale nel periodo selgiuchide alla fine del XI secolo, il ché spiega la presenza di diversi monumenti di prestigio.

## Monumenti e luoghi di interesse
- La Moschea del Venerdì: un'iscrizione in stucco all'ingresso data questa moschea dell'era selgiuchide al 1135-1136, facendone la prima moschea datata conosciuta a quattro iwan dell'Iran post-islamico.[2]
- Il Minareto Pā: porta un'iscrizione cufica che lo data 1069 facendone uno dei più antichi monumenti datati sopravvissuti in Iran.[2]
- Kariz Qanat: questo qanat, una rete di canali sotterranei per condurre l'acqua da grandi distanze, risale a 5000 anni fa.